# Château de Gidleigh
Le château de Gidleigh est un manoir à Gidleigh, à la limite nord-est de Dartmoor, à environ 2 milles au nord-ouest de la ville de Chagford, Devon, Angleterre.

## Histoire

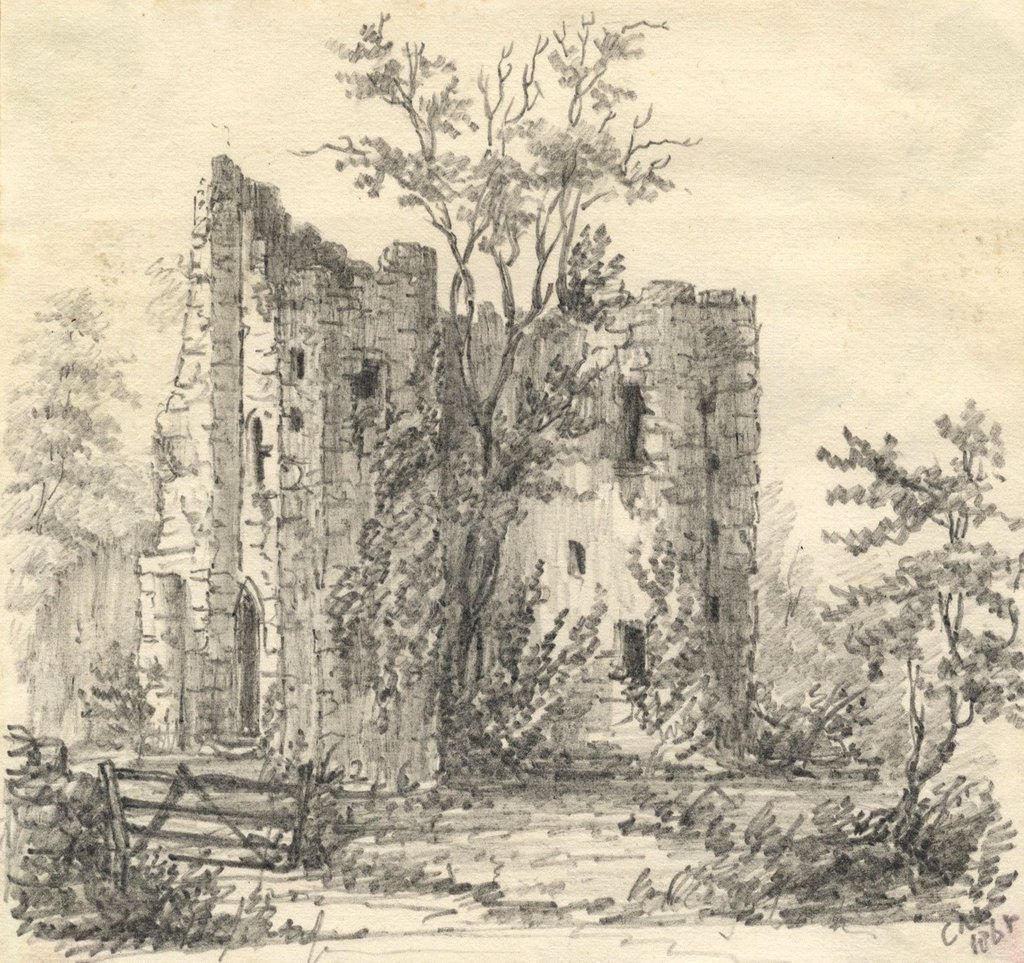
Château de Gidleigh, dessin de 1868 par CA Collis

La famille Prouz détient le manoir de Gidleigh depuis au moins la seconde moitié du XIIe siècle. Le château est probablement construit par William Prouz, le dernier de la lignée masculine de la famille. Il meurt en 1316, laissant une fille et héritière Alice Prouz (1286-1335), qui épouse Roger de Moels (mort en 1323), que l'on pense avoir été le frère de John de Moels, 1er baron Moels. Par Roger, Alice laisse trois filles et cohéritières qui se partagent le vaste héritage d'Alice, dont le manoir Gidleigh et son château. Gidley passe à l'une d'elles, Alice de Moels, épouse de John Daumarle (Damerell).
Quelque temps après 1393, à la mort de John Daumarle, fils d'Alice de Moels, son héritage comprenant le manoir de Gidleigh et donc son château est revendiqué par Joan (née Cokyn), petite-fille de sa sœur et épouse de John Dernford, alias Carnadon. Elle laisse à son tour une fille unique et héritière à sa mort en 1454, qui apporte l'héritage à la famille Coode de Morval. Henry Battishil tient le manoir en 1631. Bartholomew Gidley l'achète en 1683 et utilise une partie de la pierre du château, probablement déjà abandonné depuis plus d'un siècle, pour construire une nouvelle maison, Castle House, à proximité. La propriété reste dans la famille Gidley jusqu'en 1772, date à laquelle Henry Rattray devient seigneur du manoir par mariage. Après sa mort en 1795, le manoir passe au révérend Arthur Whipham, et en 1912, le château devient la propriété du petit-fils d'Arthur, A. Guy Whipham, qui vit à proximité de Gidleigh Park.

## Structure
Bien que la structure soit connue comme un château depuis au moins le XVIIe siècle, lorsque William Pole le désigne comme tel, elle est maintenant considérée comme un manoir fortifié plutôt qu'un véritable château. Sa position sur une pente aurait été difficile à défendre et les seuls éléments qui indiquent sa solidité sont les murs à contreforts de six pieds d'épaisseur et les fentes dans les portes destinées aux barres de traction. Les détails architecturaux du château de Gidleigh sont très similaires à ceux de la reconstruction contemporaine du château d'Okehampton de la plus riche famille Courtenay, à six milles au nord-ouest, et Gidleigh a probablement été conçu pour imiter cette famille. Le même maître maçon est peut-être responsable des deux bâtiments et tous deux utilisent la roche de dolomie sableuse provenant d'une série de petites carrières au sud de Hatherleigh.
Tout ce qui subsiste du château aujourd'hui est une petite tour de donjon en ruine avec un sous-sol et une salle au-dessus. Un escalier dans les murs ouest et sud relie les deux, et il y a également un escalier extérieur à poteaux (maintenant en grande partie effondré) sur le mur est. Une cheminée dans le hall a été très modifiée ; elle est flanquée de deux fenêtres dont une avec des sièges.
Jusqu'en 1890 environ, les ruines étaient assez stables, mais en 1918, le nivellement du sol pour le jardin d'une nouvelle maison sape les fondations, provoquant l'effondrement de l'escalier de la tourelle et de l'arc d'entrée, ainsi que de nombreux autres dégâts. L'état des ruines subsistantes est évalué par le ministère de l'Environnement du gouvernement en 1960. Les rapports ultérieurs donnent lieu à des travaux de réparation et de consolidation dans les années 1990 et 2000. Les ruines sont un bâtiment classé depuis 1967, au grade I,  étant « d'un intérêt exceptionnel ».